# بياروم أوليفييه
بياروم أوليفييه (الاسم العلمي:Biarum olivieri) هو نوع من النباتات يتبع جنس البياروم من الفصيلة اللوفية.